# Ardon (Noord-Ossetië)
Ardon (Russisch: Ардон, Ossetisch: Æрыдон; Ærydon) is een stad in de Russische autonome republiek Noord-Ossetië. De stad ligt op de westelijke oever van de rivier de Ardon in het stroomgebied van de Terek, 39 km ten noordwesten van Vladikavkaz.
Ardon is een belangrijk kruispunt van (spoor-)wegen, met beginpunt van de zuidelijke spoortak naar Alagir. Tot 1964 was het enkel een dorpje. Daarna werd het een agro-industrieel centrum met onder andere een hennep-verwerkend bedrijf, een conservenfabriek en andere voedselverwerkende nijverheid.
De stad is gesticht in 1824 en verkreeg de stadsstatus in 1964.
| 1939  | 1959  | 1970   | 1979   | 1989   | 2002   |
| ----- | ----- | ------ | ------ | ------ | ------ |
| 4.100 | 6.900 | 11.800 | 12.900 | 13.536 | 17.521 |

Bestuurlijk centrum: Vladikavkaz

Steden: Alagir · Ardon · Beslan · Digora · Mozdok

Districten: Alagirski · Ardonski · Digorski · Irafski · Kirovski · Mozdokski · Pravoberezjni · Prigorodni